# Fortnum & Mason

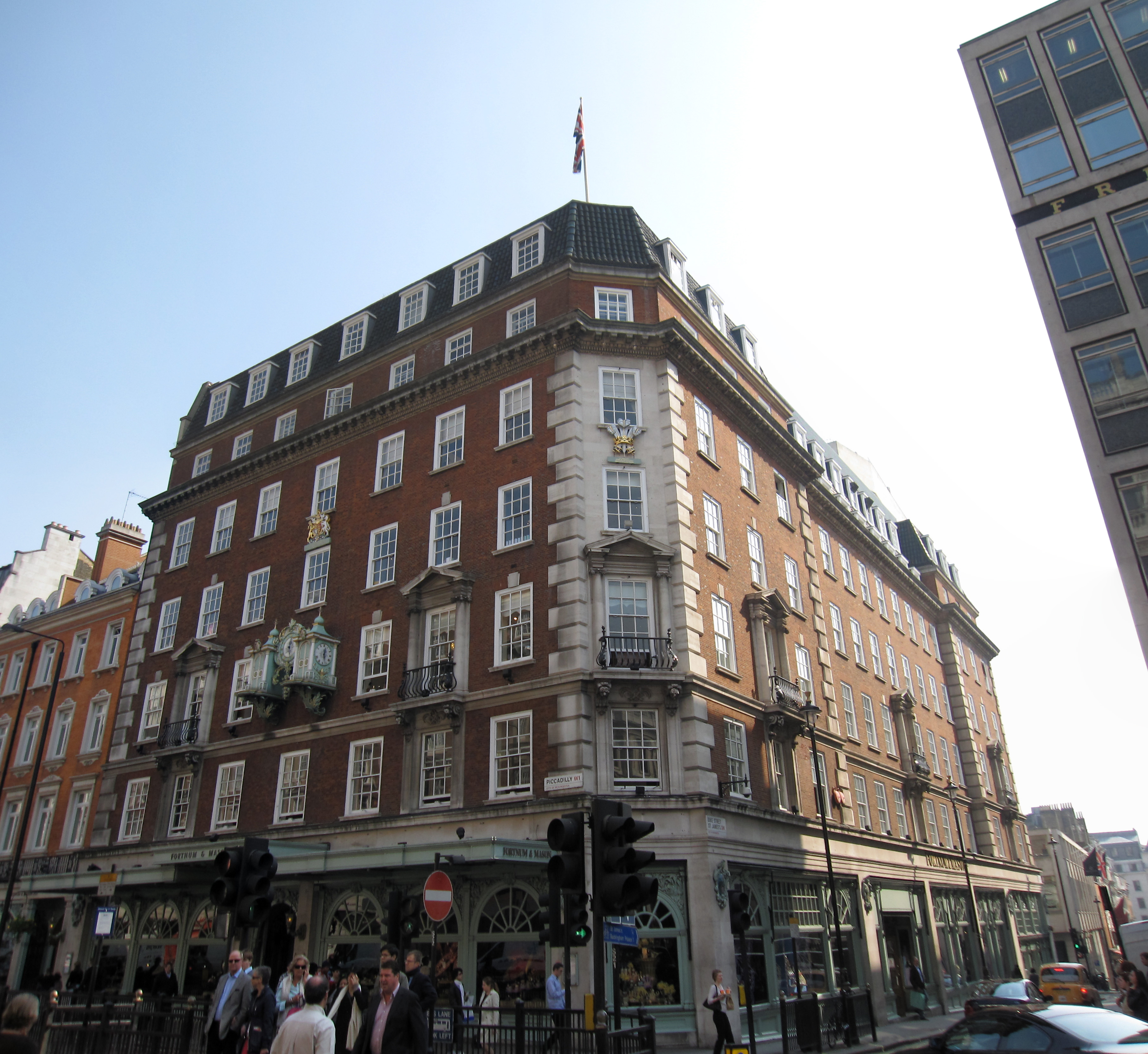
Fortnum & Mason à Piccadilly

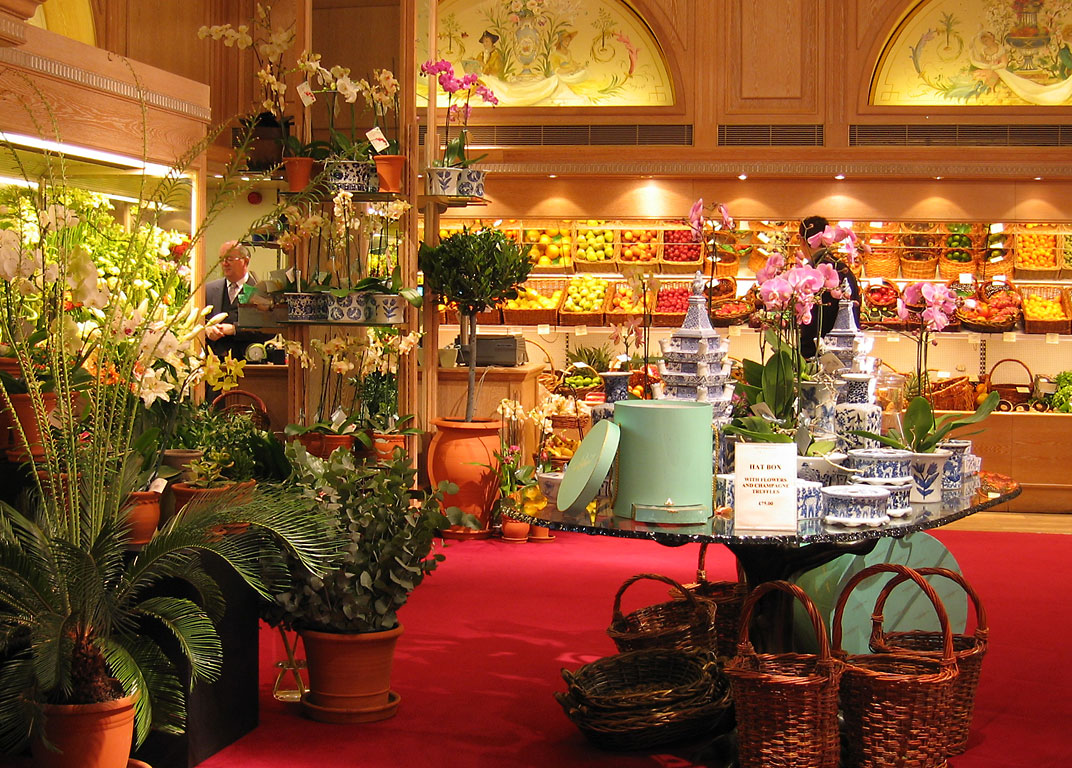
Le rayon fleurs et fruits au rez-de-chaussée de Fortnum and Mason.

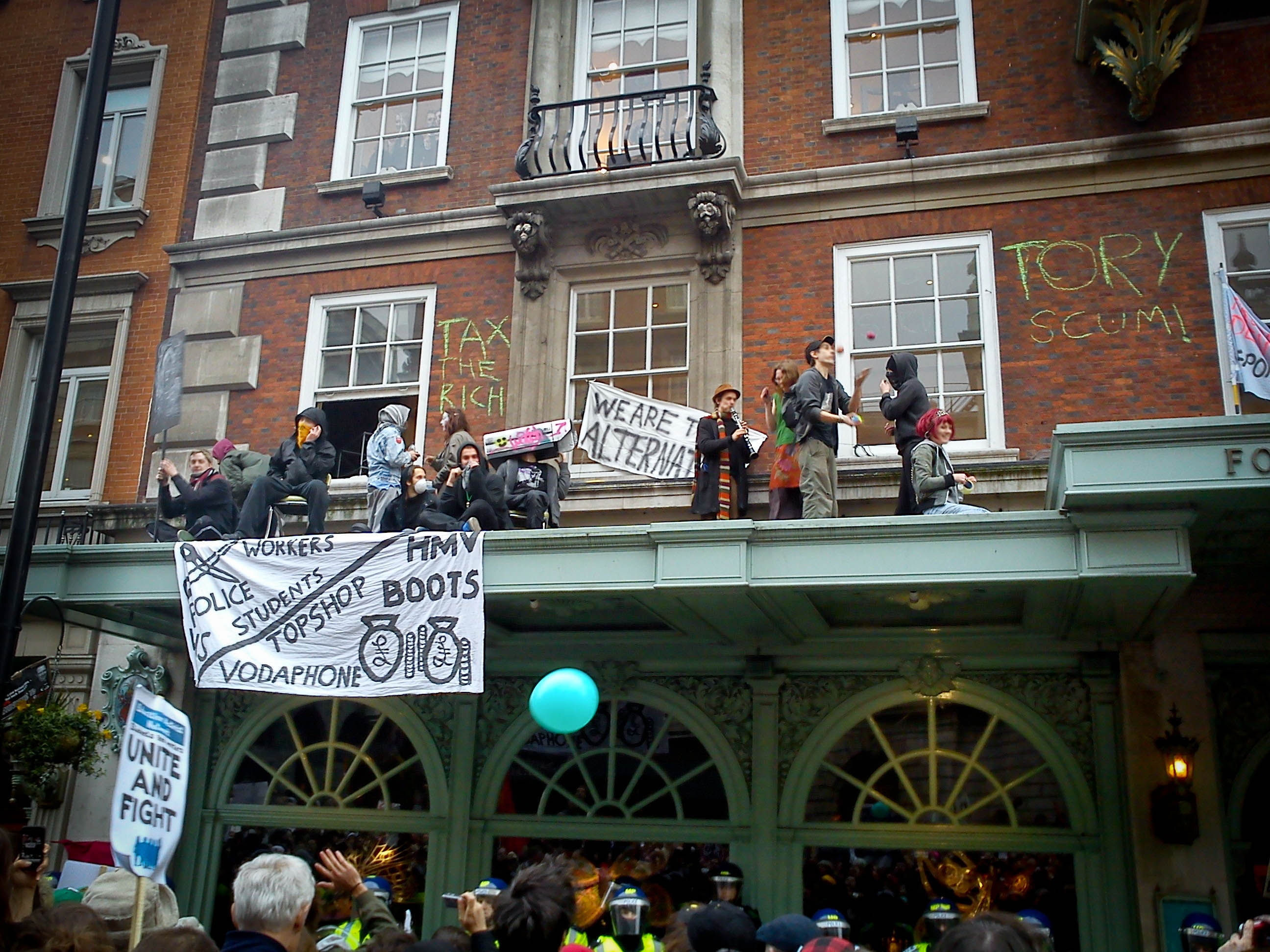
Manifestants occupant le toit du auvent du magasin lors des manifestations contre la fermeture, mars 2011

Fortnum & Mason, souvent abrégé en "Fortnum's", est un grand magasin de produits de luxe, situé dans le centre de Londres. Il existe également un magasin à la gare internationale de St. Pancras, Heathrow T5, Dubaï et de nombreux étalages pour d'autres enseignes dans le monde. Son siège se situe au 181 Piccadilly, où il a été établi en 1707 par William Fortnum et Hugh Mason. Il est détenu par la compagnie privée Wittington Investments (en) Ltd.
Fortnum and Mason est reconnu internationalement pour la haute qualité de ses produits et est devenu un véritable symbole de la culture britannique. Il a été sous mandat "Royal Warrant" le fournisseur officiel de nombreuses cours royales au cours de ces 150 dernières années. Actuellement, il est le fournisseur officiel du Prince de Galles pour le thé. 
Fondé au départ comme une épicerie, la réputation de Fortnum a été bâtie sur la distribution d'aliments de qualité et a connu une croissance rapide durant l'ère victorienne. Bien que Fortnum soit devenu un grand magasin, il a continué à commercialiser des produits exotiques variés et des spécialités aux côtés de produits de consommation courante.

## Histoire
En 1761, le petit-fils de William Fortnum, Charles, entra au service de la reine Charlotte et son rapprochement avec la cour royale d'Angleterre conduisit à un accroissement de ses affaires. En 1738, Fortnum & Mason déclara avoir inventé le "Scotch egg", un œuf dur enrobé de chair à saucisse et pané. À partir de ce moment, la maison commença à se lancer dans la production de spécialités culinaires prêtes à consommer mais de luxe comme la volaille fraîche ou le gibier servis dans des œufs en gelée.
Durant les guerres napoléoniennes, le grand magasin a fourni des fruits secs, des épices et des confitures aux officiers britanniques et durant l'époque victorienne on recourut fréquemment à ses services pour alimenter les cours les plus prestigieuses. La reine Victoria envoya même une cargaison de bovril de Fortnum à l'hôpital Florence Nightingale durant la guerre de Crimée.
Charles Drury Edward Fortnum (1820–1899), membre de la famille et collectionneur d’œuvres d'art, fut un des fiduciaires du British Museum auquel il légua sa collection de céramiques islamiques.
En 1886, après avoir acheté le stock entier de cinq caisses d'un nouveau produit créé par la compagnie H.J. Heinz, Fortnum & Mason devint le premier magasin britannique à fournir des pots de baked beans.
En avril 1951, le magasin passa aux mains de l'homme d'affaires canadien W. Garfield Weston (en) qui devint son directeur. En 1964, il commanda une colossale horloge de quatre tonnes et la fit installer au-dessus de l'entrée principale du magasin en hommage à ses fondateurs. Chaque heure, deux mannequins de 1,2 mètre représentant William Fortnum et Hugh Mason surgissent et se saluent, pendant que l'on entend des carillons et un air de classique. Depuis le décès de Garfield Weston en 1978, le magasin est dirigé par sa petite-fille, Jana Khayat, ainsi que par Kate Weston Hobhouse. Ewan Venters est, quant à lui, directeur général.
En 2007, le magasin bénéficia d'une rénovation de 24 millions de livres.
En novembre 2010, l'association pour la défense des droits des animaux PETA lança une campagne contre la commercialisation du foie gras par Fortnum & Mason, mettant en cause la cruauté de son processus de fabrication. L'association organisa régulièrement des manifestations devant le magasin impliquant des volontaires, des activistes et des célébrités comme Roger Moore, Owain Yeoman, Tamara Ecclestone, ou encore Twiggy. En septembre 2011, un membre du personnel du PETA changea même son nom en "StopFortnumAndMasonFoieGrasCruelty.com" dans le but de mener la campagne à son terme.
Le 26 mars 2011, lors des manifestations contre les mesures d'austérité économique à Londres, Fortnum & Mason fut pris pour cible par l'association UK Uncut (en) qui organisa un vaste sit-in devant le magasin pour dénoncer les pratiques d'évasion fiscale mises en œuvre par l'Associated British Foods qui, comme Fortnum & Mason, est détenue par la Wittington Investments (en).
En mars 2012, la Reine, Camilia, duchesse de Cornouaille, Catherine, duchesse de Cambridge, font leur première visite officielle à Fortnum & Mason. La Reine inaugure le Diamond Jubilee Tea Salon au quatrième étage.
En novembre 2013, le premier nouveau magasin au Royaume-Uni ouvre à la Gare internationale de St Pancras.
Fortnum & Mason ouvre son premier magasin hors du Royaume-Uni à Dubaï le 21 mars 2014.

## Paniers
Fortnum & Mason est notamment célèbre pour son thé en feuilles et surtout pour son fameux panier pique-nique que le magasin a d'abord commercialisé auprès de la bonne société victorienne pour des événements comme la régate royale de Henley ou les courses hippiques d'Ascot. Ces paniers, garnis avec de luxueux mets, comme du Stilton Cheese, du champagne, des œufs de cailles et du saumon fumé étaient commercialisés entre 40 et 5 000 livres en 2011. Ils demeurent populaires de nos jours, en particulier lors des fêtes de Noël.

## Concurrence
Les principaux concurrents de Fortnum & Mason sur la scène mondiale des produits alimentaires de luxe sont basés au Royaume-Uni : Harrods, Harvey Nichols et Bettys and Taylors of Harrogate et en France, à Paris : la Grande Épicerie du Bon Marché, Mariage Frères, Dammann Frères, Kusmi Tea, Hédiard, et Fauchon.

## Galerie

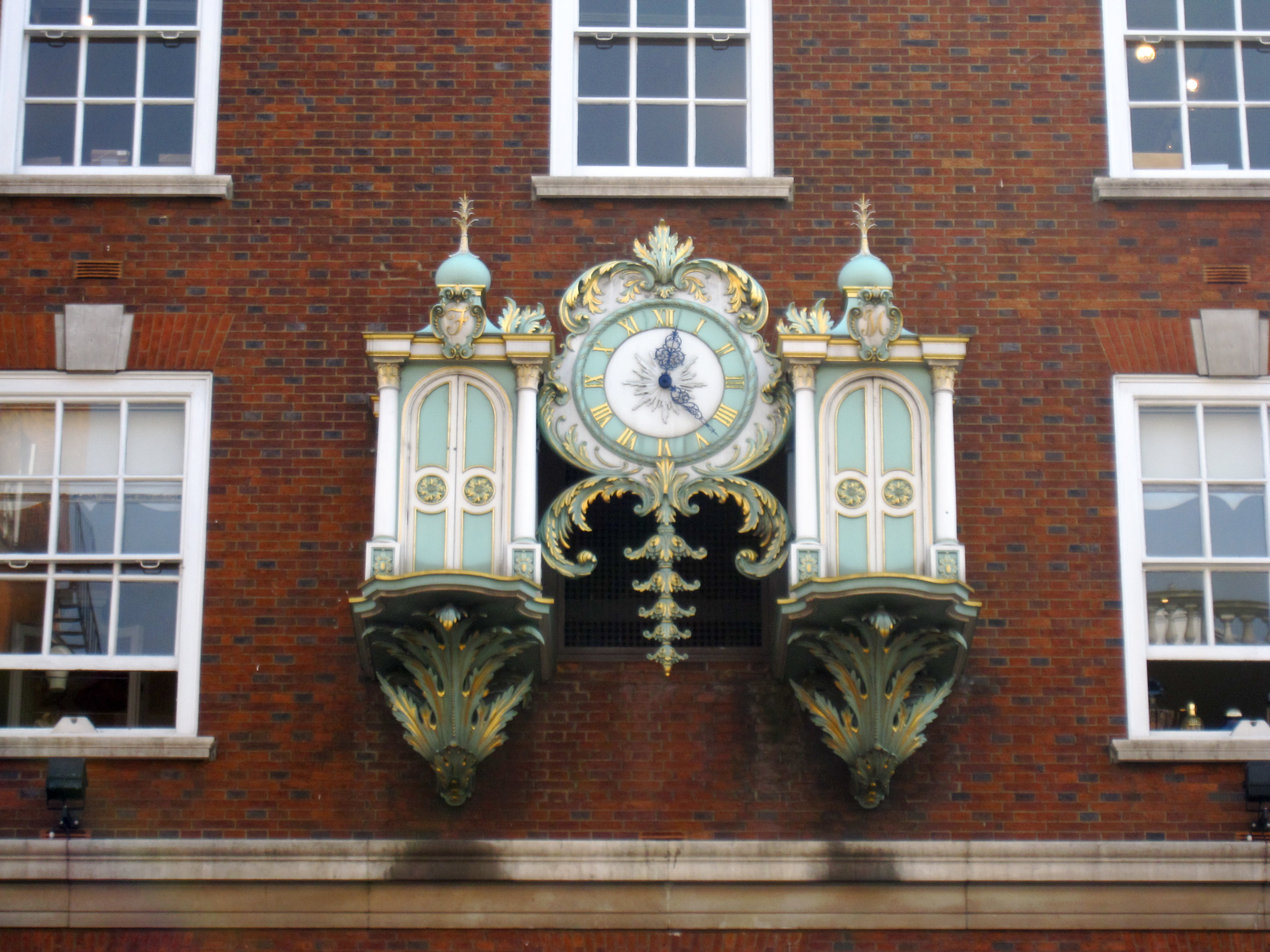
La célèbre horloge sur la façade du bâtiment principal.
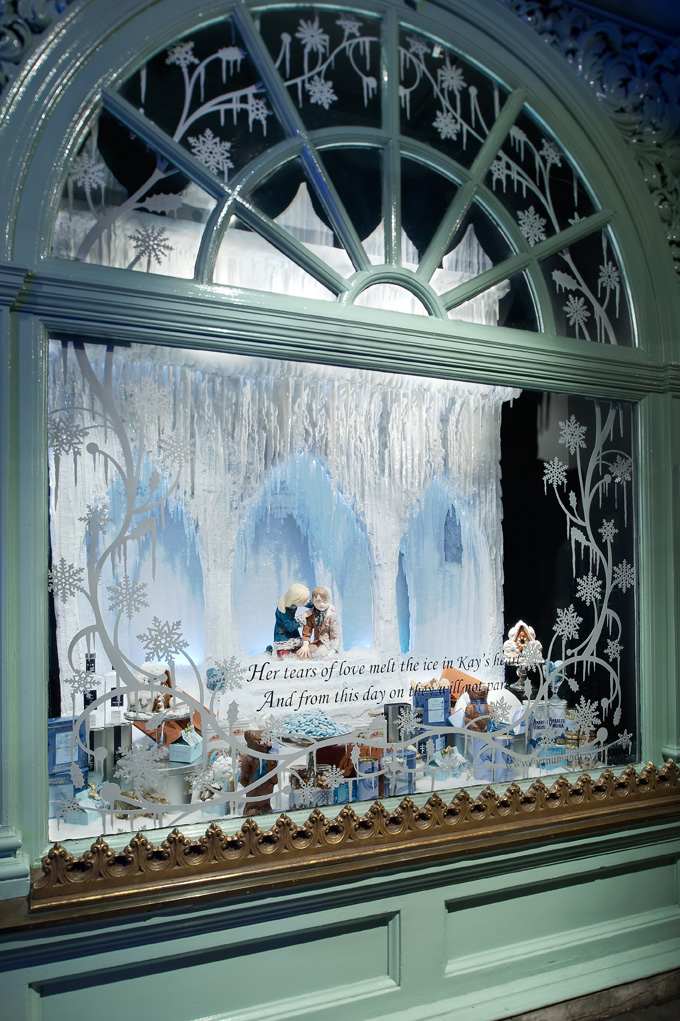
Fortnum & Mason : vitrine en 2008.
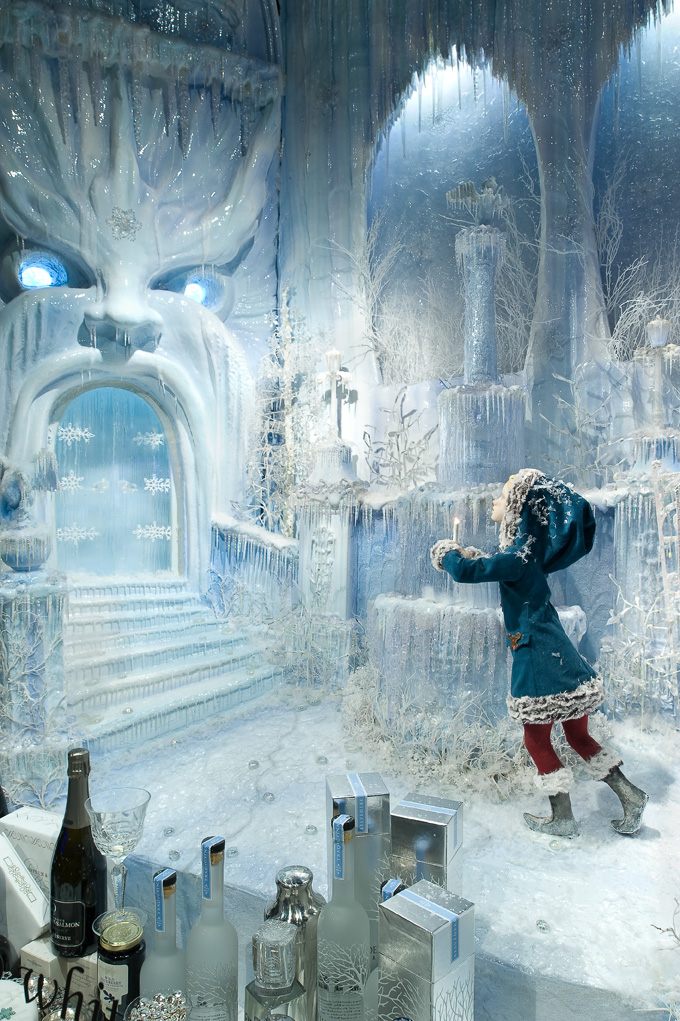
Fortnum & Mason : vitrine en 2008.